# ハーフムーンベイ (カリフォルニア州)

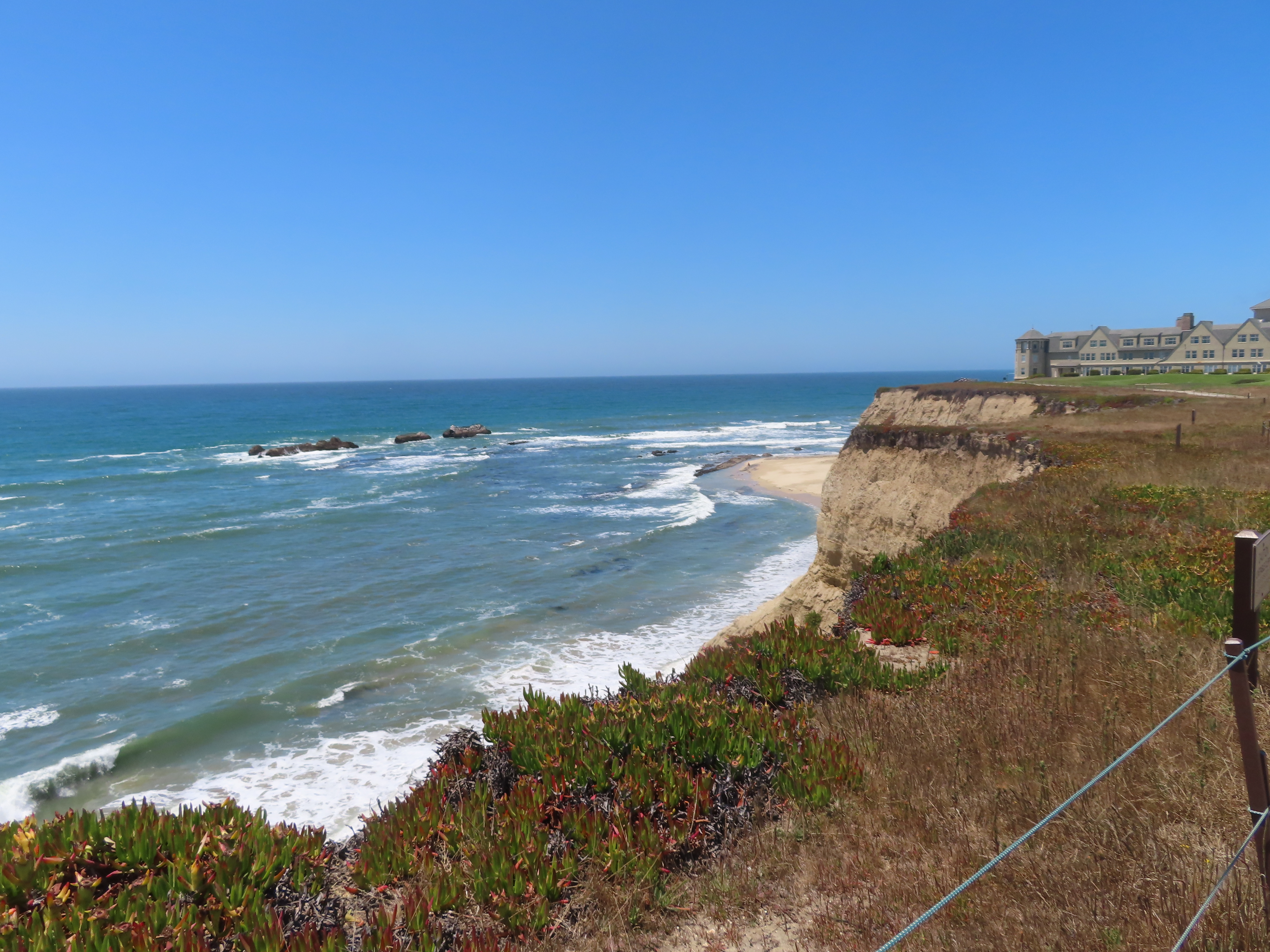
ハーフムーンベイの海岸

ハーフムーンベイ（Half Moon Bay）は、アメリカ合衆国カリフォルニア州のサンマテオ郡にある都市。人口は1万1795人（2020年）。サンフランシスコ南方の太平洋岸に位置している。

## 地理

サンマテオ郡内の位置

ハーフムーンベイの座標は北緯37度27分32秒 西経122度26分13秒 / 北緯37.45889度 西経122.43694度 (37.458840, -122.436848)である。サンフランシスコの40km南、サンマテオの16km西、サンタクルーズの70km北に位置している。
アメリカ合衆国統計局によると、この都市は総面積16.8km² である。このうち16.8 km²が陸地で0.1 km²が水域である。総面積の0.31%が水域となっている。

## 交通
ハーフムーンベイ空港がある。

## 国際関係
新潟県刈羽郡刈羽村の姉妹都市。

## 事件・事故

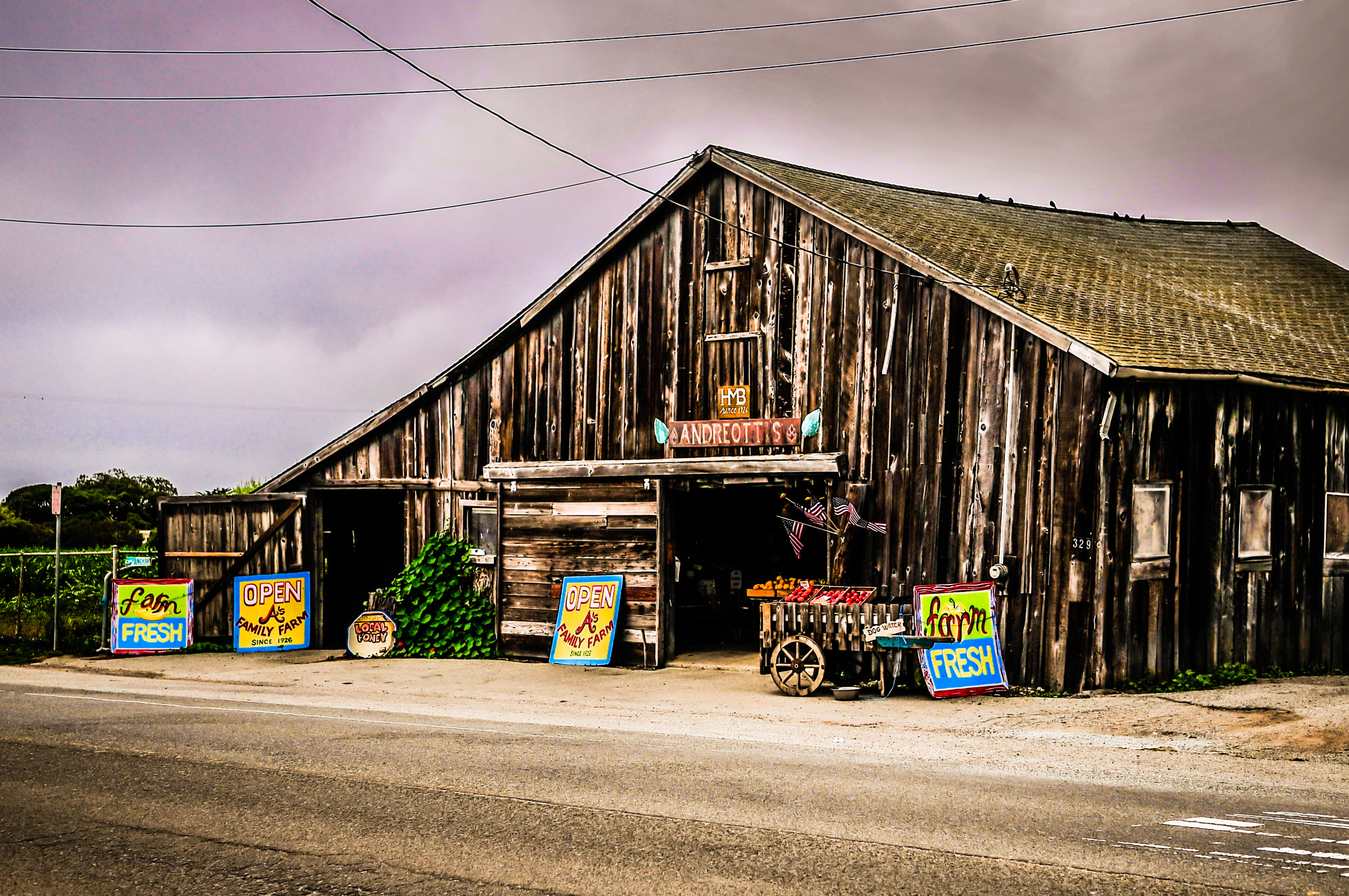
トマト直売所

- 2023年1月23日 - キノコ栽培農園などで銃撃事件が発生。農園で働いていた中国系アメリカ人7人が死亡、1人が重体となった[3]。翌日までに中国系アメリカ人の男性が殺人容疑で逮捕されている[4]。